# Root River (Lake Michigan, Wisconsin)
Der Root River ist ein 55 km langer Fluss im südöstlichen Wisconsin, der in Racine in den Michigansee mündet. Der Name „Racine“ ist abgeleitet vom französischen Wort für „Wurzel“, englisch root.

## Verlauf
Der Root River entspringt im Waukesha County, am Rande von New Berlin. Der Fluss fließt überwiegend in südöstlicher Richtung durch das Milwaukee County mit den Städten West Allis, Greenfield, Greendale und Franklin. Danach tritt der Fluss in das Racine County ein, wo er in dessen Hauptstadt Racine in den Michigansee mündet.